# Die Hardt (Marksuhl)
Der Berg Die Hardt ist eine 409,1 m hohe, bewaldete Erhebung und befindet sich im Frauenseer Forst im Wartburgkreis in Thüringen.
Der Berg zählt zu den höchsten Erhebungen in der Flur Marksuhl. 
Zum Höhenzug gehören auch die bewaldeten Kuppen und Nebengipfel
- Hundsrück (⊙ 348,1 m ü. NHN)
- Kripptalskopf (⊙ 356 m ü. NHN)

Über den Berg verläuft die Bundesstraße 84 im Abschnitt Marksuhl–Dönges. Diese Straße wurde erst Anfang des 19. Jahrhunderts als Chaussee durch Baurat Sartorius im Auftrag der Regierung von Sachsen-Weimar-Eisenach ausgebaut. Sie ersetzte fortan die bisherige Poststrecken nach Frauensee (Forstort Posteiche), die seit dem Hochmittelalter existierende Straße von Marksuhl über den Kamm des Frauenseer Forstes nach Vacha und die über Berka/Werra nach Vacha führende Hauptstraße. 
Der Berg bildet die östliche Fortsetzung der Frauenseer Dolinenhänge. Die durch Auslaugung entstandenen Einsenkungen am Südhang ließen vor Jahrtausenden den Albertsee entstehen, südlich folgt der Hautsee unweit von Dönges.
Auf dem Berg befindet sich die „Richardseiche“ – ein mehrhundertjähriger Baumveteran und eine bekannte Wegmarkierung. Noch in den 1930er Jahren konnte man die „Drei Grenadiere“ an der Chaussee grüßen sehen, an ihre Stelle trat das „Kamel“ – ein kurios geformter Baum an der Passhöhe der Bundesstraße. Sein mehrfach gebogener Stamm zeigt von der Straße aus betrachtet die markante Linienführung eines Kamelrückens – daher wurde der Baum von Reiseführern „Kamel“ getauft.
Mit Hilfe des Thüringer Forstamtes Gerstungen-Marksuhl wurde eine Schutzhütte und ein Rastplatz angelegt.